# 12 bilder
12 bilder er et album med Eirik Lie udgivet i 1996. Dette er hans første og hidtil sidste plade som soloartist.

## Sporliste
1. Hugin & munin
2. 112 par sko
3. Det var en lørdag aften
4. Istapper
5. Ensom dame på kafé
6. Siden tidenes morgen....
7. Tananarivo? – Atacama!
8. Ravner
9. Ensom sjømann med trekkspill
10. Ensom prins med gitar
11. Juni
12. Dystopia